# Рудник Куруксай
Рудник Куруксай — колишній гірничодобувний майданчик на півночі Таджикистану.
Свинцево-цинкове родовище Куруксай виявили в 1927 році. Певний час тут велись розвідувальні роботи, тоді як розробка стартувала в 1943-му. Її провадив Куруксайський рудник Кансайського поліметалічного комбінату, який з 1952-го став відомий як Кансайський свинцево-цинковий комбінат (у підсумку розформований в 1978-му з передачею активів до Адрасманського свинцево-цинкового комібнату).
Розробку вели підземним способом. Первісно працювала шахта «Куруксай-1», до якої з 1952-го додалась шахта «Куруксай-2». Виробітки шахт сполучались під землею, а їх глибина досягала 700 метрів.
Руду спрямовували на розташовану на Кансайському руднику збагачувальну фабрику, яка далі відсилала свинцевий концентрат на Чимкентський свинцевий завод.
Окрім родовища Куруксай, рудник розробляв так само свинцево-цинкове родовище Турангли. В історичному аспекті останнє спершу було залізорудним — відомо, що в IX—XII тут діяла відповідна плавильня, а в 1930-х вирішили задіяти Турангли для забезпечення роботи Бекабадського металургійного комбінату (Узбецький металургійний комбінат). Доставка руди мала здійснюватись залізницею, проте її будівницитво перервали на ранньому етапі через переоцінку ресурсів залізної руди в Турангли.
У 1979—1980 роках на тлі вичерпання запасів рудник Кансай припинив роботу.